# Guagno
Guagno (korsisch Guagnu) ist eine französische Gemeinde im Département Corse-du-Sud in der Region Korsika.

## Geografie
Die Ortschaft liegt am Fuße des Rotondo-Massiv, das sich bis auf 2622 m erhebt, am Oberlauf des gleichnamigen Flusses Guagno, der hier noch Fiume Grosso genannt wird. Einer seiner Zuflüsse, die Albelli fließt durch das Dorf. Das Gebiet der Gemeinde ist sehr bergig und wird im Osten und vor allem im Norden von hohen Gipfeln überragt. In der Gemarkung entspringen zahlreiche Quellen, die die Bergbäche speisen und teils als Wasserfall talwärts stürzen.

## Bevölkerungsentwicklung
In der Gemeinde leben 149 Einwohner (Stand 1. Januar 2022) auf 42,72 km². Mehr als 60 % der Einwohner waren im Jahr 1999 über 60 Jahre alt.
| Jahr | Einwohner |
| ---- | --------- |
| 1962 | 270       |
| 1968 | 269       |
| 1975 | 253       |
| 1982 | 242       |
| 1990 | 145       |
| 1999 | 139       |
| 2016 | 157       |

## Geschichte
Der Ort war ehemals wegen seiner schwefelhaltigen Thermalquellen, die seit dem 16. Jahrhundert genutzt wurden, auch als Guagno-les-Bains bekannt. Das ehemalige Thermalbad wurde zwischenzeitlich restauriert.

## Persönlichkeiten
- Guagno ist die Heimat des berühmten Banditen Théodore Poli, dessen Wirken im Jahr 1822 nur erst durch eine militärische Aktion beendet werden konnte.
- Dumenicu Leca, genannt Circinellu († 1771) war Priester in Guagno. Als Partisan unter Pascal Paoli kämpfte er für die Unabhängigkeit Korsikas. Nach der Niederlage bei der Schlacht bei Ponte Novu sammelte er die Truppen und organisierte drei Jahre lang die Fortsetzung des Widerstands in seinem Pfarrbezirk. Im Ort erinnert ein Denkmal an den streitbaren Geistlichen.